# Amor en temps de guerra
Amor en temps de guerra (títol original: Lucie Aubrac) és una pel·lícula francesa dirigida per Claude Berri, estrenada l'any 1997. Ha estat doblada al català.

## Argument
Aquest film segueix la història de la vida de Lucie Aubrac durant la resistència a l'ocupació nazi, destacant un "cop" encertat... l'organització d'un comando per fer evadir el seu marit Raymond Aubrac.

## Repartiment
- Carole Bouquet: Lucie Aubrac
- Daniel Auteuil: Raymond Aubrac
- Patrice Chéreau: Max (Jean Moulin)
- Jean-Roger Milo: Maurici
- Eric Boucher: Serge Ravanel
- Heino Ferch: Klaus Barbie
- Bernard Verley: Charles-Henri
- Jean Martin: Paul Lardanchet
- Marie Pillet: Marie
- Maxime Henry: Booboo
- Alain Maratrat: André Lassagne
- Franck de la Personne: Henri Aubry
- Pascal Greggory: René Hardy
- Jean-Louis Richard: Mr. Henry
- Jacques Bonnaffé: Pascal
- Julia Levy-Boeken
- Andrzej Seweryn

## Llocs de rodatge
- Lió (Fort de Loyasse, Plaça Terreaux, Presó Montluc, Parc del Cap[4] d'Or...) i perifèria ;
- Tournus.

## Al voltant de la pel·lícula
- Premis 
  - 1997: Festival de Berlín: Secció oficial de llargmetratges
  - 1997: Nominada Premis BAFTA: Millor pel·lícula en parla no anglesa
- Al principi, Juliette Binoche era qui havia d'interpretar el paper de Lucie Aubrac.[5]
- El llibre de Lucie Aubrac ja havia estat adaptat al cinema sis anys abans, en el film Boulevard des hirondelles.